# Sceloporus scalaris
Espèce
Statut de conservation UICN

 LC  : Préoccupation mineure
Sceloporus scalaris est une espèce de sauriens de la famille des Phrynosomatidae.

## Répartition
Cette espèce se rencontre :
- aux États-Unis dans le Nouveau-Mexique ;
- au Mexique.

## Description
C'est un saurien ovipare.

## Liste des sous-espèces
Selon The Reptile Database (21 février 2013) :
- Sceloporus scalaris brownorum Smith, Watkins-Colwell, Lemos-Espinal & Chiszar, 1997
- Sceloporus scalaris scalaris Wiegmann, 1828
- Sceloporus scalaris unicanthalis Smith, 1937

## Étymologie
Le nom spécifique scalaris vient du latin scalaris, se rapportant à une échelle, en référence aux lignes noires transversales successives de ce saurien. Le nom spécifique de la sous-espèce unicanthalis vient du latin uni, unique, du grec canthus, le coin, en référence à l'unique écaille du Canthus rostralis de cette sous-espèce. La sous-espèce brownorum est nommée en l'honneur de Bryce C. Brown et de sa famille.

## Publications originales
- Smith, 1937 : A synopsis of the Scalaris group of the lizard genus Sceloporus. Occasional Papers of the Museum of Zoology, University of Michigan, no 361, p. 1-8 (texte intégral).
- Smith, Watkins-Colwell, Lemos-Espinal & Chiszar, 1997 : A new subspecies of the lizard (Sceloporus scalaris (Reptilia: Sauria: Phrynosomatidae) from the Sierra Madre Occidental of Mexico. Southwestern Naturalist, vol. 42, no 3, p. 290-301.
- Wiegmann, 1828 : Beyträge zur Amphibienkunde. Isis von Oken, vol. 21, no 4, p. 364-383 (texte intégral).